# École bourguignonne
L'École bourguignonne est un groupe de compositeurs qui se distingua par une rupture avec la musique médiévale. La période de l'école bourguignonne  s'étend de 1420 à 1467, mais son pic d'activité fut entre 1420 et 1450, essentiellement dans l'État bourguignon et sous la protection des ducs de Bourgogne Philippe le Bon et Charles le Téméraire. Les musiciens de l'école bourguignonne constituèrent le début de la célèbre École franco-flamande qui perdura après eux.

## Historique

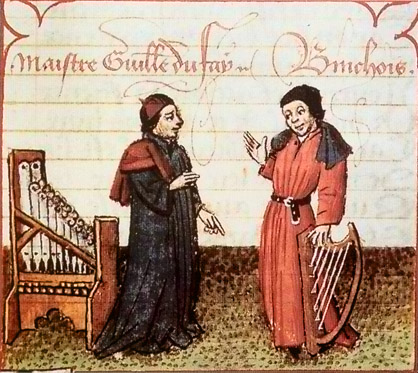
Guillaume Dufay et Gilles Binchois.

### Les compositeurs
L'école bourguignonne a été dominée par un certain nombre de compositeurs, parmi lesquels Guillaume Dufay, Gilles Binchois, Antoine Busnois et Hayne van Ghizeghem. Charles le Téméraire jouait lui-même de la harpe et composait des chansons et des motets.
Les compositeurs Jean Tapissier, Nicolas Grenon et Arnold de Lantins furent les précurseurs de ce nouveau courant musical allant à l'encontre des traditions musicales médiévales. Par affinité à ce nouveau genre musical, vinrent s'associer Gilles Binchois, Guillaume Dufay et sa célèbre chanson L'Homme armé ; puis  Johannes Brassart, Antoine Busnois, Jean Cousin, John Dunstable, Pierre Fontaine, Hayne van Ghizeghem, Nicolas Grenon, Gilles Joye, Hugo de Lantins, Arnold de Lantins, Simon le Breton, Guillaume Legrant, Johannes Legrant, Reginaldus Libert, Guillaume Le Rouge et Jacobus Vide. 

### Le style musical
Cette génération de musiciens marqua une rupture avec la musique médiévale. À la succession de quartes, de quintes et d'octaves qui formait la base du vocabulaire de la musique d'alors, ils privilégiaient les superpositions de tierce et de sixte et en envisageaient un développement vertical de la musique par la polyphonie.
Les compositions reprenaient les poèmes à forme fixe sous la forme musicale de rondeau, ballade, virelai, bergerette (plus courte que les virelais et sur le thème de la poésie pastorale) et de motets. Le style polyphonique se développe et le procédé d'improvisation du faux-bourdon se distingue par l'adjonction de deux voix parallèles à une mélodie préexistante avec la partie supérieure étant située une quarte au-dessus de la partie intermédiaire, et la basse, une tierce au-dessous.

### Les instruments
Les instruments de musique les plus couramment utilisés étaient la trompette, le tambourin, le tambour, la bombarde, la chalemie et diverses musettes (musette bressane, musette de cour, panse d'oueille, grande nivernaise et autre cornemuse). Ces instruments accompagnaient les danses telles que le tourdion et la basse danse.